# Frederick Ballantyne
Frederick Nathaniel Ballantyne (5 de julio de 1936-23 de enero de 2020) fue un político y médico sanvicentino que ocupó el cargo de gobernador general de San Vicente y las Granadinas. Tomó posesión el 2 de septiembre de 2002 y se desempeñó como tal hasta el 31 de julio de 2019. Remplazó a Monica Dacon que ocupó el cargo de forma interina tras la muerte de Charles Antrobus. Antes de ser gobernador fue director médico del Hospital General de Kingstown durante catorce años.

## Distinciones honoríficas

### Distinciones honoríficas extranjeras
- Caballero Gran Cruz de la Distinguidísima Orden de San Miguel y San Jorge (Reino Unido).
- Caballero Gran Cruz de la Real Orden de Francisco I (Casa de Borbón-Dos Sicilias).